# 1992 US4
1992 US4 är en asteroid i huvudbältet, som upptäcktes den 27 oktober 1992 av den japanske amatörastronomen Atsushi Sugie i Dynic-observatoriet.
Asteroiden har en diameter på ungefär 6 kilometer och den tillhör asteroidgruppen Nysa.